# Kaufhaus Herzfeld

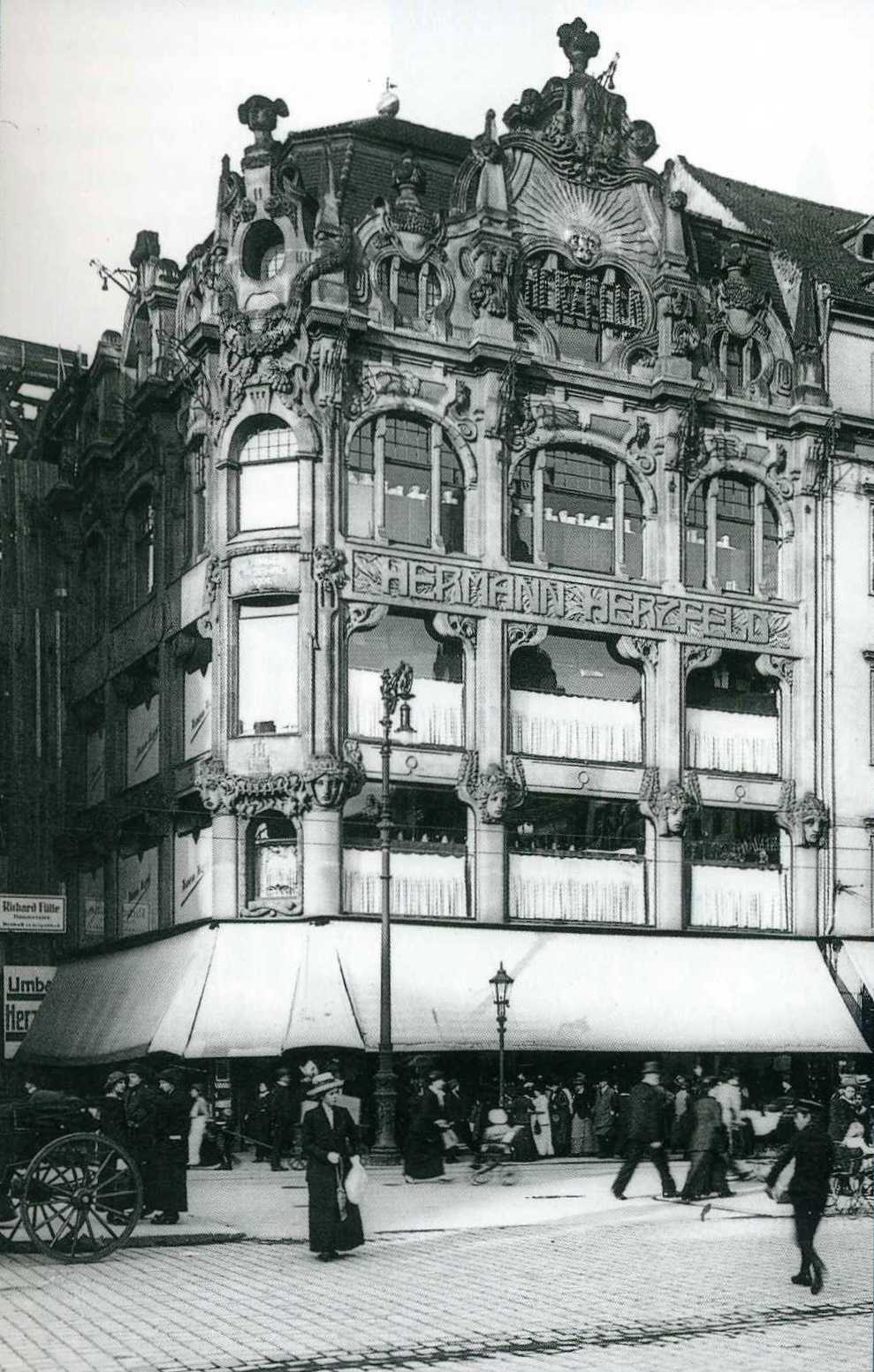
Kaufhaus Herzfeld

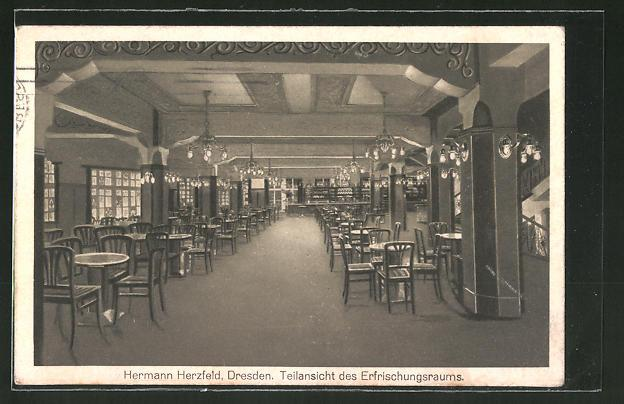
Erfrischungsraum des Kaufhauses Herzfeld (vor 1914)

Das Kaufhaus Herzfeld (auch Warenhaus Herzfeld bzw. bei Helas auch als Herzfeldsches Geschäftshaus bezeichnet) war ein Kaufhaus des Kaufmannes Hermann Herzfeld an der Nordseite des Altmarkts, mit der Adresse Schössergasse 2 in Dresden. Es wurde zunächst im 19. Jahrhundert in zwei Barockgebäuden längs der Schössergasse eingerichtet, das Eckgebäude Schössergasse/Altmarkt nach Abbruch des barocken Baus 1901 im Jugendstil neu errichtet. Noch vor dem Ersten Weltkrieg wurde das Kaufhaus um ein weiteres Gebäude nach Osten erweitert (Wohn- und Geschäftshaus von F. C. Weymar, Altmarkt 4), überstand jedoch die Inflation nicht und wurde 1923 geschlossen. Beim nachfolgenden Umbau wurde die Jugendstilarchitektur beseitigt, 1945 wurde es zerstört. Die Ruine wurde bei der Enttrümmerung noch in den 1940er Jahren beseitigt.

## Geschichte
Nach 1850 entstanden am Dresdner Altmarkt mehrere Kaufhäuser, so auch das an der Nordseite an der Ecke Altmarkt/Schössergasse befindliche Kaufhaus von Hermann Herzfeld. Er ließ das Gebäude, das noch aus dem Barock stammte, abreißen und 1901 durch die Dresdner Architekten William Lossow und Hermann Viehweger durch einen Bau im damals modernen Jugendstil ersetzen.
Es war ein viergeschossiges Eckhaus mit einem ausgebauten Mansardgeschoss. Die Konstruktion des Gebäudes bestand aus einem Eisenbeton-Skelett. Entsprechend dem weiten Konstruktionsraster und den schmalen Stützen besaß die Fassade große Fensterflächen, zwischen denen sie eine reiche plastische Jugendstilornamentik (Vasen, Obelisken, Büsten, Blütenkränze usw.) bis hinauf zum Blendgiebel des Mansardgeschosses aufwies. Die Bildhauerarbeiten führten die Gebrüder Anton und Adolf Schwarz aus.
Herzfeld erweiterte seine Geschäftsräume durch Hinzunahme von Nachbarhäusern, z. B. dem Haus Altmarkt 4 (F.C. Weymar), 1912 übernahm er die Häuser Galeriestraße 3 bis 5 als Erweiterungsbau.
1923 musste durch die Auswirkungen der Inflation das Kaufhaus schließen, es wurde von der Deutschen Bank übernommen, deren Disconto-Gesellschaft nunmehr hier ihren Sitz hatte. Der Architekt J. Arthur Bohlig beseitigte alle Anklänge an den Jugendstil, die Fassade wurde in einem eher modernistischen Stil gestaltet, was insbesondere von Cornelius Gurlitt begrüßt wurde.